# Fiamma Luján
Fiamma Luján (Ciudadela, Buenos Aires, Argentina; 15 de abril de 2007) es una futbolista argentina. Juega de defensora en las categorías inferiores de River Plate y en la selección femenina sub-17 de Argentina.

## Trayectoria
En el año 2018 fue campeona de la Liga de Desarrollo sub-14 con River, venciendo 1-0 al seleccionado femenino de la Liga del Valle del Chubut. En octubre de 2021 fue convocada por primera vez al seleccionado sub-17 de Argentina.

## Estadísticas

### Clubes
| Club                                | País      | Año           |
| ----------------------------------- | --------- | ------------- |
| River Plate (Divisiones inferiores) | Argentina | 2018-presente |